# Sitiveni Sivivatu
Sitiveni Waica Sivivatu (Suva, 19 aprile 1982) è un rugbista a 15 neozelandese di origine figiana, che milita nel ruolo di tre quarti ala nella formazione francese del Castres Olympique, in Top 14.

## Biografia
Nato e cresciuto a Figi, Sivivatu giunse in Nuova Zelanda da adolescente, per frequentare il Wesley College di Pukekohe, nella regione di Auckland; nel 2001 esordì nella seconda divisione del campionato provinciale neozelandese nelle file di Counties Manukau e due anni dopo passò alla provincia di Waikato per la cui franchise di Super Rugby, gli Chiefs, debuttò nel massimo campionato SANZAR nel 2003.
Nel 2004, in ragione della sua origine figiana, fu convocato nella selezione dei Pacific Islanders, con cui marcò il suo debutto internazionale (3 luglio ad Adelaide contro l'Australia); in quello stesso anno, tuttavia, scoprì di non essere idoneo per la nazionale neozelandese in quanto gli anni trascorsi nelle formazioni scolastiche non potevano essere conteggiate ai fini della permanenza minima richiesta (tre anni) per acquisire il diritto a competere per la federazione del Paese ospitante; l'idoneità giunse l'anno successivo e Sivivatu esordì nel giugno 2005 a North Shore City proprio contro Figi, in un 91-0 per gli All Blacks che vide il giocatore mettere a segno 4 mete.
In novembre fece parte della squadra che conquistò il Grande Slam nelle Isole britanniche durante il tour di fine anno, prima formazione a conseguire tale risultato dal 1978.
Fu convocato anche per la Coppa del Mondo di rugby 2007 in Francia e nel corso del tour del 2008 ripeté lo Slam; i suoi ultimi incontri in Nazionale furono, per un paio d'anni, a fine 2009.
Fu richiamato in squadra nel corso del Tri Nations 2011 e, a dispetto di una buona prestazione contro l'Australia, il C.T. Graham Henry non lo convocò per la successiva Coppa del Mondo.
All'epoca Sivivatu aveva già firmato un contratto biennale con la formazione francese del Clermont, cui si aggregò dopo la competizione mondiale.